# Orden de los Elus Cohen
La Orden de los Elus Cohen o simplemente Élus Coëns, también conocida como Orden de los Caballeros Elus Cohen del Universo, Orden de los Caballeros Masones, Sacerdotes electos del Universo, por su nombre oficial Orden de los Caballeros Masones Élus Cohëns del Universo (en francés: Ordre des Chevaliers Maçons Élus Coëns de l’Univers) o por sus siglas OCMECU, fue creada entre 1754-1758 por Joachim Martínez de Pasqually como un rito complementario a la masonería tradicional. Cohen en hebreo significa sacerdote. De esta Orden Tradicional derivaría la Orden Martinista y el Rito Escocés Rectificado de la Masonería.
Solamente aquellos masones de grado "Elús" eran admitidos en los "Elús Cohen". A esta Orden de los Elegidos Cohen pertenecieron Jean Baptiste Willermoz y Louis Claude de Saint-Martin.
Los grados dentro de esta orden son los siguientes:
Primera Clase -grados de la Masonería Simbólica

1- Aprendiz

2- Compañero

3- Maestro

4- Gran Electo o Maestro Particular.

Segunda Clase - Grados del Pórtico o Atrio

5- Aprendiz-Elus Cohen

6- Compañero-Elus Cohen

7- Maestro-Elus Cohen.

Tercera Clase - Grados del Templo

8- Gran Maestro Elus Cohen

9- Caballero del Este o Gran Arquitecto

10- Comandante del Este o Gran Electo de Zorobabel

11- Reau-Croix - grado secreto